# Suceava

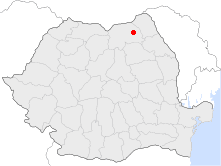
Stadens läge i Rumänien.

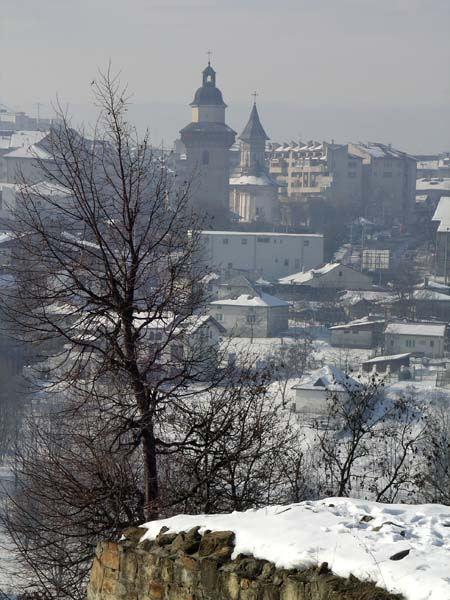
Vintervy över Suceava.

Suceava (rumänskt uttal: /su'ʧěa.va/; ukrainska: Сучава, Sutjava) är en stad i den historiska regionen Bukovina i nordöstra Rumänien, några mil från gränsen till Ukraina. Staden är den administrativa huvudorten för länet Suceava och hade 92 121 invånare enligt folkräkningen 2011, på en yta av 52 kvadratkilometer. Den ligger längs floden Suceava, på 270 till 435 meters höjd, strax väster om floden Siret och öster om Karpaterna, i den södra delen av det historiska området Bukovina. 
Staden har flygplats och ett länsmuseum, samt ett universitet grundat 1990. Bland näringar märks maskin-, trä- och papperstillverkning. Stadsbilden domineras av ruinen av den borg som uppfördes på 1400-talet av de moldaviska furstarna, Mirautikyrkan, en kröningskyrka från runt år 1400, Georgsklostrets klosterkyrka byggd 1514-1522 med målningar från 1527-1534, Demetriuskyrkan (1534-35; klocktorn från 1561), och klostret Zamca tillhörande den armeniska kolonin (en kyrka i moldavisk stil från 1551).

## Historia
Suceava omnämns första gången 1388, då den blev huvudstad i furstendömet Moldavien, vilket den var till 1565, inklusive under Stefan den stores regeringstid. Från 1401 var staden säte för metropoliten av Moldavien. Furst Alexandru Lăpuşneanu lät dock flytta huvudstaden till Iași. Suceava var 1775–1918 del av det habsburgska riket (gränsen för de habsburgska ägorna passerade strax sydöst om staden) och var för en tid administrativt centrum i det österrikiska hertigdömet Bukovina. Efter första världskriget blev staden del av Rumänien. 